# Kōno Tarō
Kōno Tarō (河野 太郎 Hà Dã Thái Lang, sinh ngày 10 tháng 1 năm 1963) là một chính trị gia người Nhật Bản thuộc Đảng Dân chủ Tự do. Ông là thành viên của Chúng Nghị viện. Kōno trước đây từng là Bộ trưởng Quốc phòng Nhật Bản từ ngày 11 tháng 9 năm 2019 đến khi Suga Yoshihide giữ chức Thủ tướng Nhật Bản và Bộ trưởng Bộ Ngoại giao từ ngày 1 tháng 8 năm 2017 cho đến khi ông đã được bổ nhiệm vào chức Bộ trưởng Quốc phòng.

## Tiểu sử
Kōno Tarō sinh ngày 10 tháng 1 năm 1963, tại Hiratsuka, Kanagawa, là con cả trong ba người con của Kōno Yōhei, cựu Chủ tịch Đảng Dân chủ Tự do và Chủ tịch Hạ viện. Ông sinh ra trong một gia đình chính trị gia: cha ông Kōno Yōhei, ông nội Kōno Ichirō và ông chú Kōno Kenzō từng giữ chức Nghị trưởng Tham Nghị viện từ năm 1971 đến năm 1977.
Kono học tại trường tiểu học Hanamizu, trường trung học Keio, và sau đó là trường trung học phổ thông Keio. Năm 1981, ông vào Đại học Keio để học kinh tế nhưng đã bỏ học để sang Hoa Kỳ học.

## Sự nghiệp chính trị
Kōno lần đầu tiên được bầu vào Hạ viện Nhật Bản với tư cách là thành viên Đảng Dân chủ Tự do trong cuộc tổng tuyển cử tháng 10 năm 1996, ở tuổi 33. 
Kono từng là thành viên của 5 ủy ban thường trực Hạ viện: Kinh tế; Môi trường; Y tế, Lao động & Phúc lợi; Thương mại & Công nghiệp; và Tài chính. Ngoài ra, ông còn là thành viên của hai ủy ban đặc biệt: Vấn đề người tiêu dùng và Trẻ em & Thanh niên. Từ tháng 1 đến tháng 10 năm 2002, Kono là Thư ký Quốc hội về Quản lý công, chịu trách nhiệm về cải cách hành chính, chính quyền địa phương và "chính phủ điện tử". " Từ tháng 11 năm 2005 đến tháng 9 năm 2006, ông là Thứ trưởng Bộ Tư pháp cấp cao trong chính phủ Koizumi.
Vào tháng 10 năm 2002, Kono được bổ nhiệm làm Giám đốc Ủy ban Đối ngoại của Hạ viện. Ông từ chức vị trí này hai tháng sau đó để phản đối Chiến tranh Iraq, cáo buộc Bộ trưởng Ngoại giao Kawaguchi không giải thích thỏa đáng chính sách của chính phủ.
Kono là Quyền Chủ tịch Đảng Dân chủ Tự do cho đến tháng 11 năm 2003 và là một trong số ít thành viên của LDP phản đối việc cử Lực lượng Phòng vệ Nhật Bản tới Iraq.
Năm 2004, Kono, khi đó 41 tuổi, được bổ nhiệm làm Trợ lý Tổng thư ký Đảng Dân chủ Tự do, đồng thời được bầu làm Chủ tịch Tỉnh Đảng Dân chủ Tự do ở tỉnh Kanagawa. Ông là Chủ tịch tỉnh trẻ nhất trong LDP. Năm 2005, ông lãnh đạo Đảng ở Kanagawa trong cuộc tổng tuyển cử.
Năm 2004, Kono đồng tài trợ Sửa đổi trừng phạt kinh tế đối với Luật ngoại hối, trao quyền cho chính phủ đơn phương tuyên bố các biện pháp trừng phạt kinh tế đối với bất kỳ quốc gia nào; và Dự luật đóng cửa cảng, cho phép chính phủ từ chối nhập cảnh các tàu nước ngoài từ các cảng Nhật Bản. Trang web của ông nói rằng "Bắc Triều Tiên là mục tiêu." Ông cũng tài trợ cho Dự luật Cải cách Liên hợp quốc yêu cầu chính phủ giảm 10% đóng góp tự nguyện cho Hệ thống Liên hợp quốc mỗi năm cho đến khi có thay đổi về thành viên Hội đồng Bảo an.
Kono từ chức người đứng đầu LDP Kanagawa sau bầu cử địa phương năm 2007, trong đó ứng cử viên được LDP ủng hộ Tadashi Sugino đã thua ứng cử viên đương nhiệm Shigefumi Matsuzawa. Ông trở thành người đứng đầu Ủy ban Đối ngoại Hạ viện vào tháng 9 năm 2008.
Kono tranh cử Chủ tịch LDP trong 2009, nhưng đã bị đánh bại bởi Sadakazu Tanigaki.
Kono thay thế Sonoda Hiroyuki làm Phó Tổng thư ký LDP vào tháng 4 năm 2010, sau khi Sonoda rời đảng để gia nhập Đảng Mặt trời mọc của Nhật Bản.